# Tandpasta
Tandpasta er et tætflydende rengøringsmiddel til tænderne, og anvendes normalt i forbindelse med tandbørstning. Tandpastaen virker sammen med tandbørsten som et slibemiddel, som sliber tændernes overflade ren for fremmed-stoffer. Tandpasta har blandt andet den funktion at det skummer, hvilket lader tandbørsten glide lettere. Derudover er der ofte tilsat smag, således at man får en god smag i munden og undgår dårlig ånde. Tandpasta er ofte tilsat en række kemikalier som fjerner bakterier og modvirker skader på tænder og tandkød.
Et kendt mærke er Colgate, der indeholder fluor. Den danske virksomhed Blumøller har udviklet tandpastaen Zendium.
Tilsætningen af mikroplast-partikler til tandpasta er formentlig godt for tænderne, men skidt for miljøet.

## Historie
Tandpasta som vi kender den på tubeform i dag, blev opfundet d. 22. maj 1892 af den amerikanske tandlæge Washington Sheffield. Hidtil havde man købt tandpasta eller tandpulver i dåser. Man kan f.eks. i en annonce i Adresseavisen fra 1771 læse en reklame for et tandpulver, der skulle være udviklet til selveste Madame de Pompadour, Ludvig 15. af Frankrigs elskerinde: 
| Citat | Efterretning om Nytten og Brugen af det berømte Pompadouriske Tand Pulver. Dette kostelige Tand-Pulver var som en stoer Hemmelighed allene bestemt til Marquise von Pompadours Brug, og i Hendes Levetid, blev ikkun nogle faa høye og fornemme Personer meddeelt. Det reenser meget hastig Tænderne fra alt Tartara eller Viinsten; styrker Tandkiødet og vedligeholder Tændernes Email, som de fleste andre Tandpulvere afæder; giør Tænderne fuldkommen faste, hårde og glindsende, og forebygger Tand Piine. Dette Tandpulvers ydermere Dyd og Nytte, som man kuns her i Korthed har berørt, vil fuldkommen viise sin Virkning, naar man daglig, hver Morgen og efter Middags Maaltidet afgnier og reenser Tænderne og Tandkiødet dermed. Buchsen eller Portionen, som med Auctoris Signet er forseglet, koster 3 Mark Dansk, og kan tilligemed den trykte Notice faaes hos Biering paa Adresse Contoiret. | Citat |
|       | |       |